# ريندانغ
ريندانغ (بالإنجليزية: Rendang)‏ يُنطق [ˈrəndaŋ] هو طبق إندونيسي من منطقة المينانغكابو. طبق لحوم يُطهى ببطء في حليب جوز الهند ومُتبل بخليط من الأعشاب والتوابل لعدة ساعات. مع تبخر السوائل، يتحول لون اللحم إلى البني الداكن ويصبح طريًا، ويتكرمل ويكتسب نكهات غنية. 
نشأ في منطقة المينانغكابو بغرب سومطرة في إندونيسيا، وانتشر عبر المطبخ الإندونيسي إلى مطابخ دول جنوب شرق آسيا المجاورة مثل ماليزيا وسنغافورة وبروناي والفلبين. باعتباره الطبق المميز لثقافة مينانجكاباو، يُقدم الرندانغ تقليديًا في المناسبات الاحتفالية لتكريم الضيوف، مثل حفلات الزفاف وعيد ليباران (اسم إندونيسي شائع لكل من عيد الفطر وعيد الأضحى). كما يُقدم الرندانغ تقليديًا بين مجتمع الملايو في إندونيسيا وماليزيا وسنغافورة وبروناي، وكذلك بين مجتمع ماراناو في الفلبين. 
يُعتبر الريندانغ أحد الأطباق الوطنية الرسمية في إندونيسيا. وقد صنفت وزارة التعليم والثقافة الإندونيسية ستة أنواع من تحضيرات الرندانغ كتراث ثقافي غير مادي. في دراسة استقصائية واسعة النطاق أُجريت في عام 2011، صُنف لحم البقر رندانغ كأشهى طبق في العالم.  

## معرض الصور

مراحل الطبخ
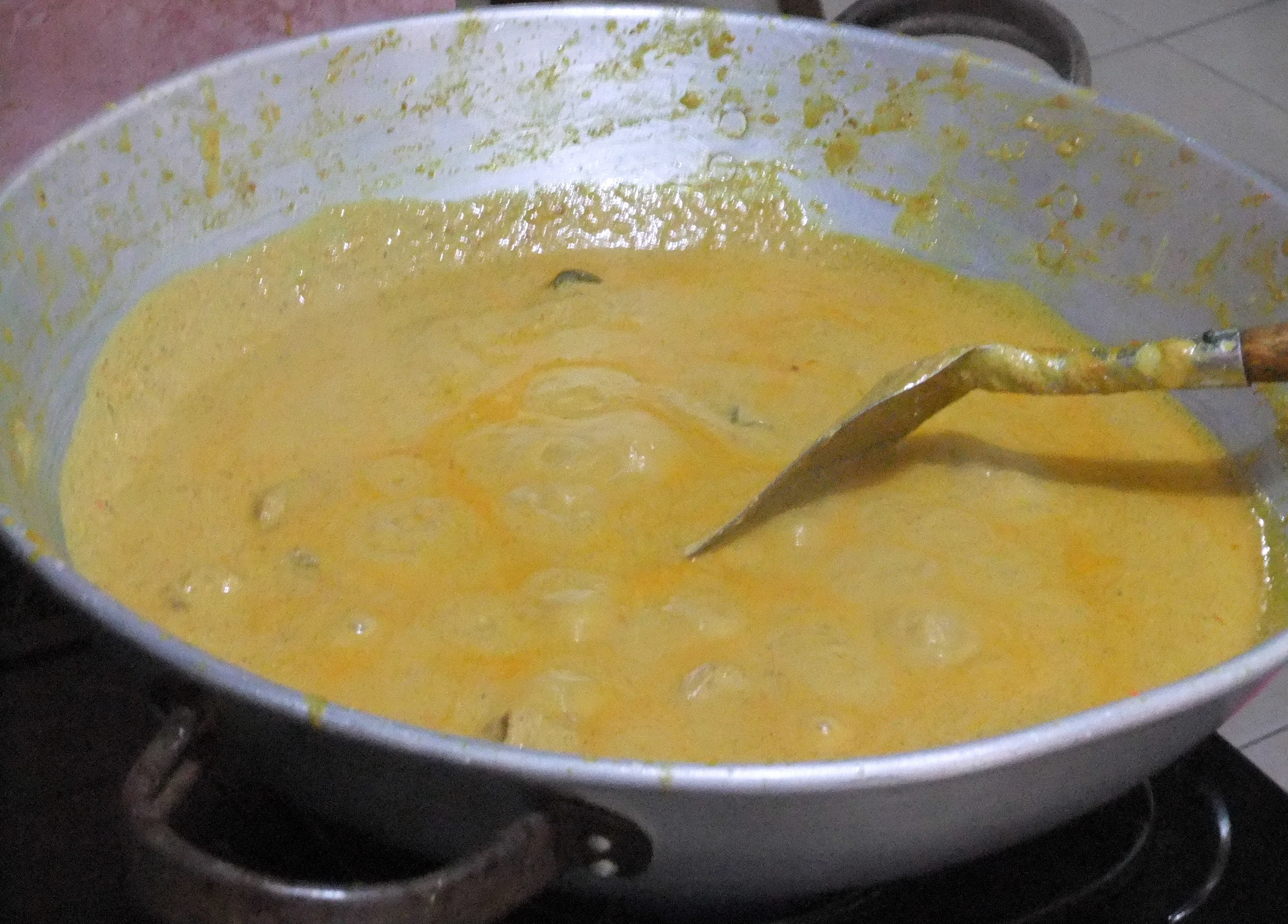
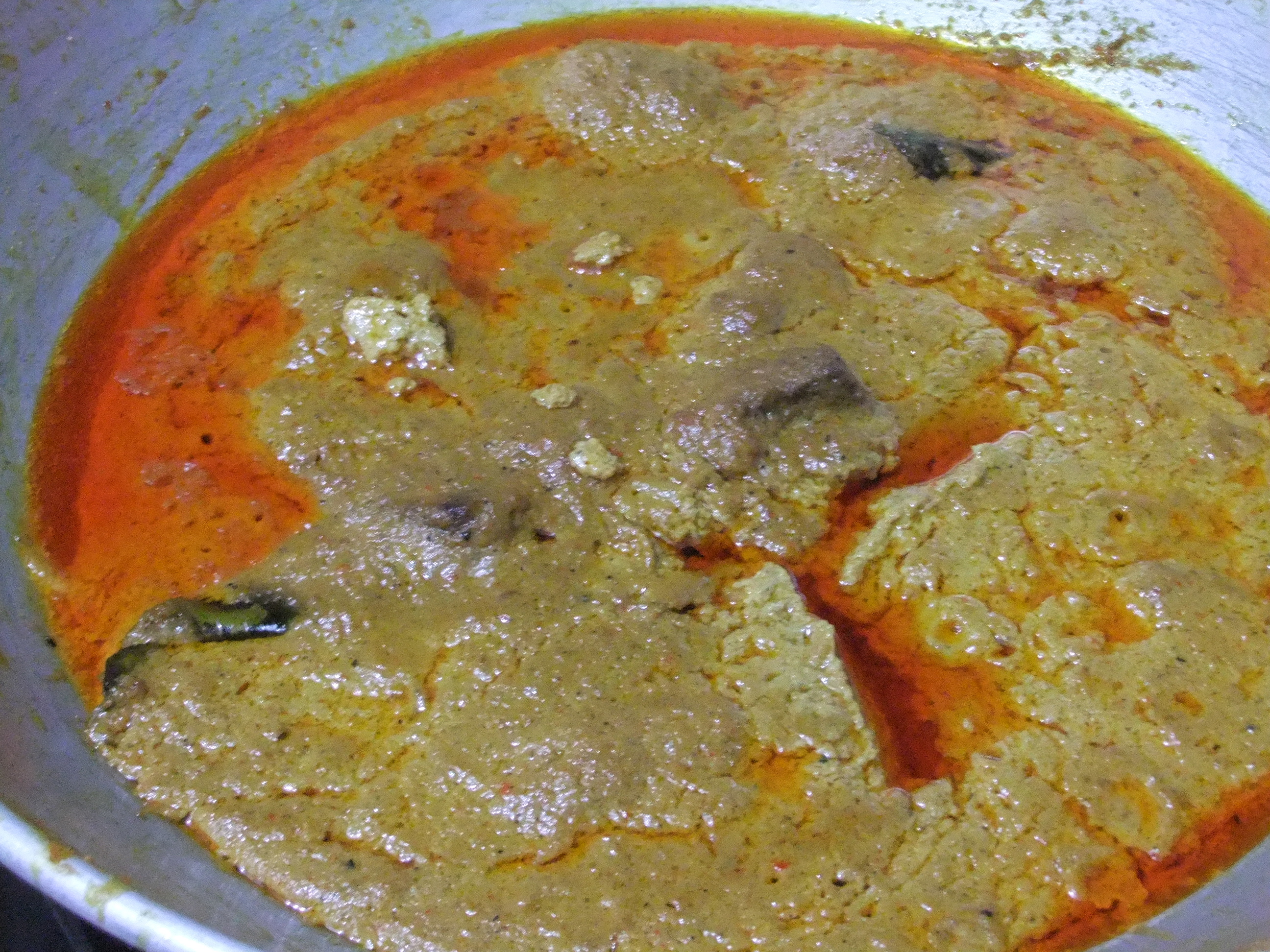
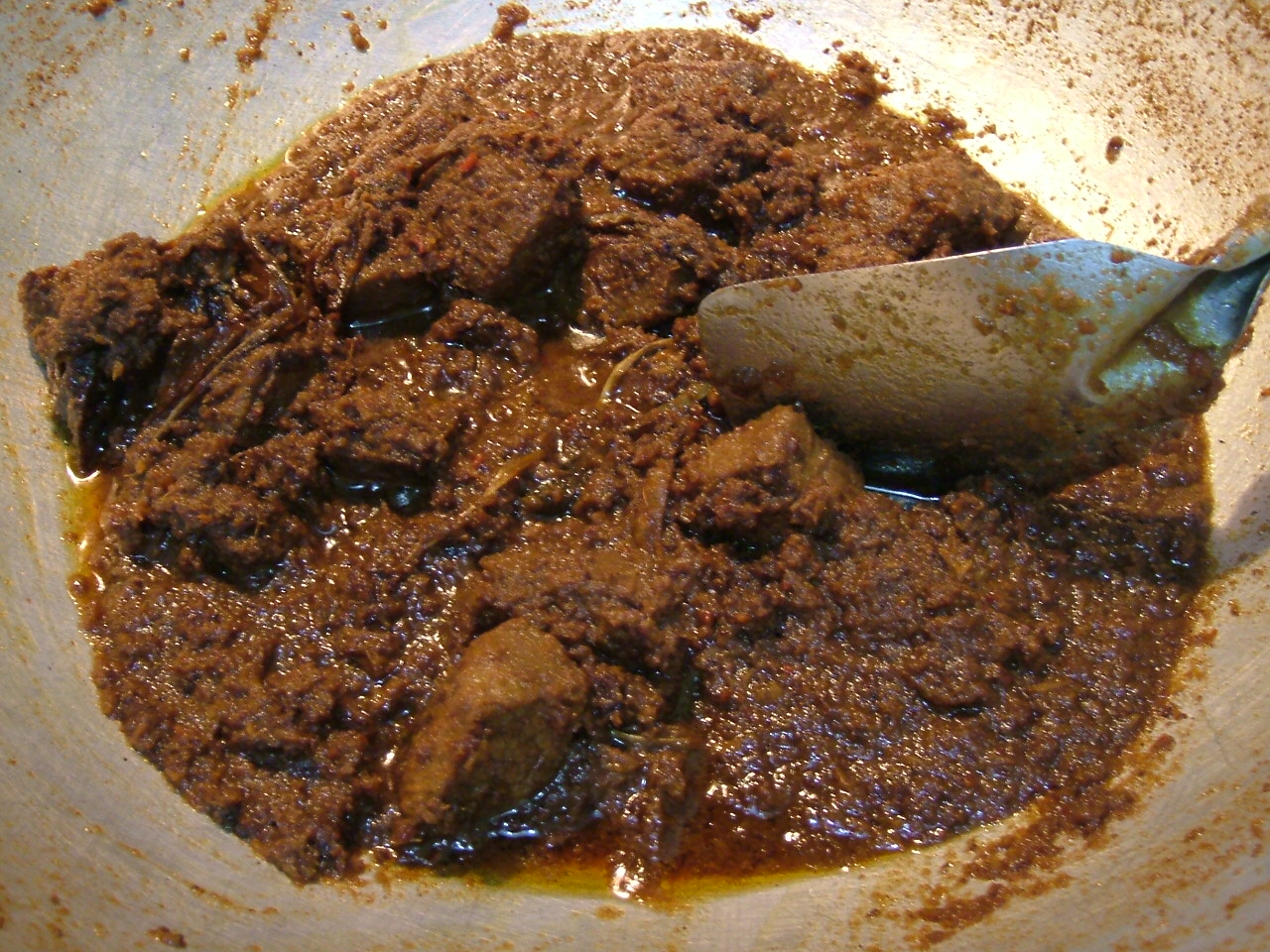
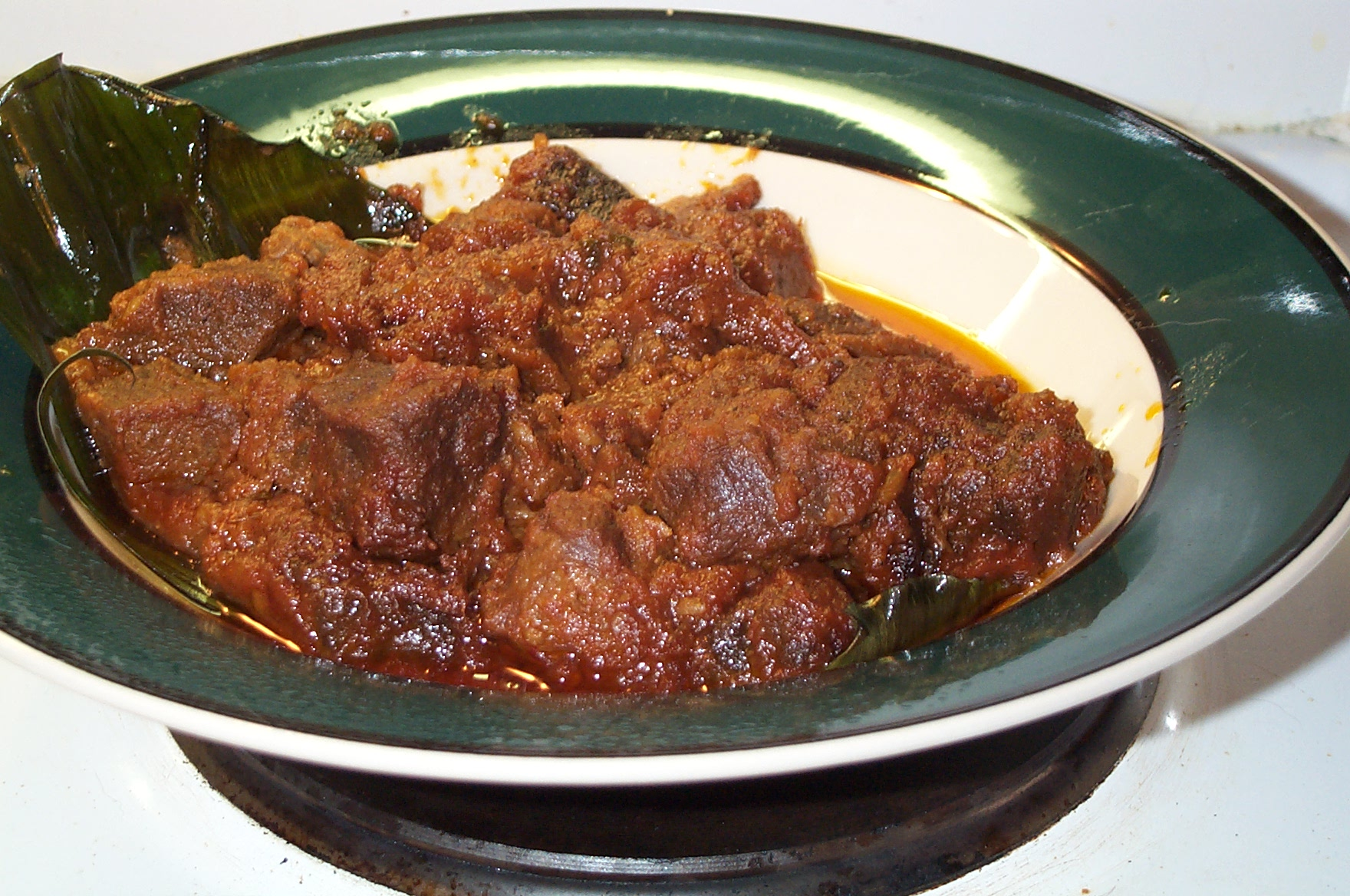
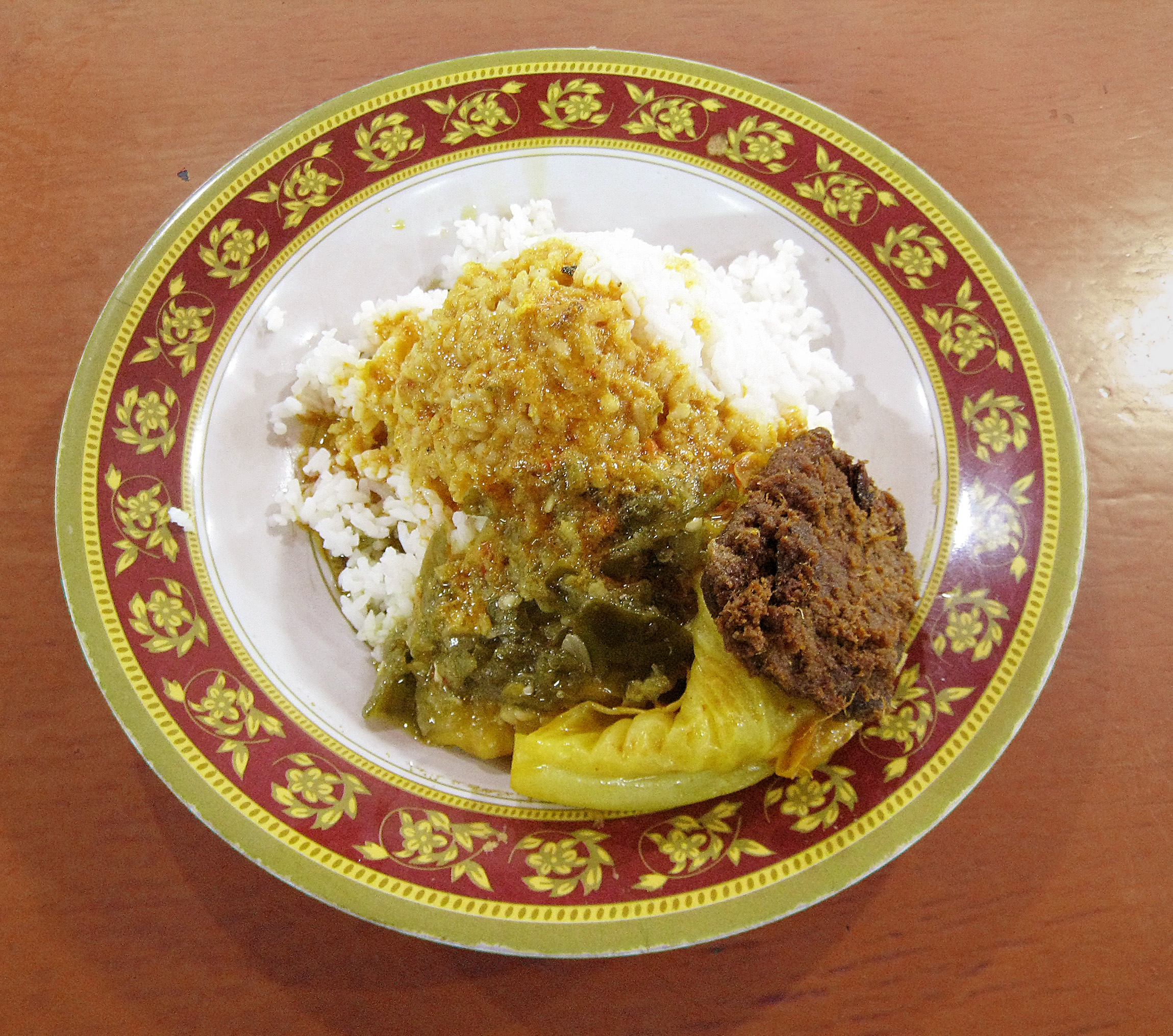